# Dexter (Iowa)
Dexter es una ciudad situada en el condado de Dallas, en el estado de Iowa, Estados Unidos. Según el censo de 2010 tenía una población de 611 habitantes.

## Geografía
Según la Oficina del Censo de los Estados Unidos, la localidad tiene un área total de 6,08 km², la totalidad de los cuales 6,08 km² corresponden a tierra firme.

## Demografía
Según el censo de 2010, había 611 personas residiendo en la localidad. La densidad de población era de 100,49 hab./km². Había 284 viviendas con una densidad media de 46,71 viviendas/km². El 98,53% de los habitantes eran blancos, el 1,15% afroamericanos, el 0,16% amerindios y el 0,16% pertenecía a dos o más razas. El 2,78% de la población eran hispanos o latinos de cualquier raza.